# Arca Continental
Arca Continental er en mexicansk multinational bryggerikoncern, der producerer, distribuerer og markedsfører drikkevarer på licens fra The Coca-Cola Company og snacks under Bokados-mærket. 
Arca Continental er den næststørste Coca-Cola bottler i Mellemamerica. 
Arca Continental blev etableret i 2001 ved en fusion mellem: Argos, Arma og Procor.